# Scheiber Vilmos
Scheiber Vilmos (Mór, 1889. december 30. – Budapest, 1979. január 2.) orvos, ortopéd-sebészfőorvos, Gazda István tudománytörténész nagyapja, Simontornyai-Scheiber Mária (1927–2012) festőművész, művészettörténész apja, Scheiber Hugó festőművész unokatestvére.

## Élete
Scheiber Zsigmond (1861–1941) és Friedman Róza gyermekeként született zsidó családban. 1907-ben a Budapesti VIII. Kerületi Magyar Királyi Állami Főgimnáziumban érettségizett. Tanulmányait a Budapesti Tudományegyetem Orvostudományi Karán végezte, ahol 1912-ben szerezte meg oklevelét. Ezután a budapesti II. számú Sebészeti Klinikán dolgozott Verebélÿ László professzor munkatársaként, majd a Szent János Kórházban. Az első világháború kitörésekor az egyik fővárosi hadikórház főhadnagy-főorvosa lett. 1916-ban megszerezte a sebészműtői oklevelet. A Révész utcai Rokkantügyi Hivatal Budapesti Utókezelő Gyógyintézetben Barla Szabó József és Verebélÿ László helyetteseként nagyszámú műtétet végzett és ezáltal rokkantak ezreit tette munkaképessé. A Tanácsköztársaság idején a szolnoki front ceglédi kórházába vezényelték, mint vörös-katonaorvost. s ott is mint operatőr működött, majd visszatért a Gyógyintézetbe. 1920-tól a városligeti Park-szanatórium orvosigazgatójaként működött. 1930 és 1933 között a Pesti Izraelita Hitközség Kaszab Aladár Poliklinikájának ambuláns sebészeti rendelésének, 1933-tól a felnőttek ortopédiai rendelésének vezetője volt.
1935-től az ortodox zsidó hitközséghez tartozó budai Bíró Dániel Kórház sebész főorvosának választották meg. Később igazgatóhelyettesé is kinevezték. 1945 és 1950 között az Országos Társadalombiztosító Intézet, 1950 és 1966 között az SZTK országos sebész-ortopéd ellenőrző főorvosa volt. 1966-ban nyugdíjba vonult, de tudományos tanácsadóként továbbra is dolgozott a Szakszervezetek Országos Tanácsánál. Számos gyógyászati segédeszköz hazai bevezetője. Nevéhez fűződik a modern lúdtalpbetétek magyarországi meghonosítása. Nagyszámú közlemény szerzője. Szakcikkei megjelentek az Orvosi Hetilap, a Gyógyászat, a Therápia, az Orvosképzés és a Magyar Orvos című folyóiratokban.

### Családja
Felesége Lax Lívia volt, Lax Sándor és Fürst Irén lánya, akit 1919. április 16-án Budapesten, a Józsefvárosban vett nőül.
Gyermekei
- Simontornyai-Scheiber Mária (1927–2012)
- Simontornyai-Scheiber Zsuzsanna

## Főbb művei
- Lötyögő ízületek műtéti kezelése. (Orvosi Hetilap, 1920. 44-45. sz.)
- A láb fontosabb statikai megbetegedései. (Orvosi Hetilap, 1931. 24. sz.)
- A kétfejű felkarizom inának szakadása. (Budapesti Orvosi Újság, 1931. 52.)

## Díjai, elismerései
- A Vörös Kereszt hadiékítményes II. osztályú díszjelvénye (1916)